# Carl Gustaf von Rosen (1824–1909)
Carl Gustaf von Rosen, född den 15 augusti 1824 i Karlskrona, död den 1 januari 1909 i Stockholm, var en svensk greve, sjömilitär och hovman. Han var sonson till Gustaf Fredrik von Rosen, far till Reinhold, Clarence, Eugène och Eric von Rosen samt svärfar till Oscar Holtermann.
von Rosen blev sekundlöjtnant vid flottan 1844, premiärlöjtnant 1852, kaptenlöjtnant 1858, kommendörkapten av första graden 1866 och av andra graden 1875. Han blev kabinettskammarherre 1873 och överstekammarjunkare 1886. von Rosen befordrades till kommendör i Flottans nya reservstat 1889 och beviljades avsked samma år. Han blev riddare av Svärdsorden 1868 samt kommendör av första klassen av Nordstjärneorden 1884 och kommendör med stora korset 1896.